# Soft Snow Pass
Der Soft Snow Pass (englisch für Weicher-Schnee-Pass) ist ein etwa 2000 m hoher Gebirgspass im ostantarktischen Viktorialand. In den Victory Mountains liegt er am Kopfende des Osuga-Gletschers.
Ein Geologenteam des New Zealand Antarctic Research Programme, das zwischen 1981 und 1982 in diesem Gebiet tätig war, benannte den Pass wegen des hier angetroffenen ungewöhnlich weichen Schnees.